# Praxithea angusta
Praxithea angusta är en skalbaggsart som beskrevs av Lane 1966. Praxithea angusta ingår i släktet Praxithea och familjen långhorningar. Inga underarter finns listade i Catalogue of Life.